# Pedro Proença
Pedro Proença Oliveira Alves Garcia (ur. 3 listopada 1970) – były portugalski sędzia piłkarski.
Od 1998 roku prowadził mecze Primeira Liga, a od 2003 roku był sędzią międzynarodowym. Rok później sędziował trzy mecze Mistrzostw Europy U-19, w tym finał między Turcją i Hiszpanią.
Po raz pierwszy prowadził mecz w rozgrywkach UEFA w 2004 roku, gdy w 2 rundzie eliminacji Pucharu UEFA spotkały się AEK Ateny i ND Gorica. Pierwszy jego mecz w fazie grupowej Ligi Mistrzów to spotkanie z 19 września 2007, kiedy to PSV Eindhoven podejmowało CSKA Moskwa.
W sezonie 2006/2007 i 2010/2011 został wybrany najlepszym portugalskim sędzią.
19 maja 2012 Proença poprowadził finał Ligi Mistrzów pomiędzy Bayernem Monachium i Chelsea, wygrany przez angielską drużynę po rzutach karnych. Portugalczyk był głównym arbitrem dwóch meczów fazy grupowej i ćwierćfinału Euro 2012, a 29 czerwca wybrano go na sędziego finału Hiszpania-Włochy.
Proença był jednym z arbitrów na Mistrzostwach Świata w Piłce Nożnej 2014 w Brazylii.
11 października 2014 roku Pedro prowadził spotkanie Reprezentacji Polski z Niemcami, które Biało-Czerwoni wygrali 2:0.